# ازيليو
ازيليو هي بلدية (بلدية) في مدينة تورينو الحضرية في المنطقة الإيطالية بيدمونت، وتقع على بعد حوالي 45 كيلومتر (28 ميل) شمال شرق تورينو.
تقع ازيليو على حدود البلديات التالية: بولينقو و قصر كانافيز و بيفرون و البيانو ديفريا و فيفيرون وكارافينو و السابع روتارو و بورجو دالي.

## المعالم السياحية الرئيسية
فهي موطن لواحد أو أكثر من مستوطنات ما قبل التاريخ (أو منزل الركيزة) التي تعد جزءًا من مساكن ما قبل التاريخ بايل حول موقع التراث العالمي في جبال الألب لليونسكو .